# Langobardische Sprache
Die langobardische Sprache ist eine ausgestorbene und nur als Trümmersprache erhaltene germanische Sprache, die von den Langobarden gesprochen wurde und bis spätestens 1000 n. Chr. ausstarb. Geschichtlich werden die Langobarden und ihre Sprache erst vom 6. Jahrhundert an fassbar, als sie ihre Wohnsitze in Pannonien aufgaben und nach Norditalien einwanderten. Zu einer Schriftsprache entwickelte sich das Langobardische nie, weil seine Sprecher sehr schnell die romanische Mundart der Einheimischen annahmen und wie diese als Schriftsprache das Lateinische nutzten. Welcher Sprachgruppe innerhalb der germanischen Sprachen das Langobardische angehörte, ist nicht restlos geklärt. Meist wird es dem Westgermanischem und darin – zusammen mit dem Bairischen und Alemannischen – den oberdeutschen Dialekten zugeordnet, aber auch eine Zuordnung zum Ostgermanischen wird aufrechterhalten.